# Danh sách phim TVB năm 2016
Đây là danh sách phim truyền hình do TVB phát hành năm 2016.

## Top 10 phim xếp hạng cao nhất
| Xếp hạng | Tên                   | Tên tiếng Anh                     | Tên tiếng Trung   | Điểm số | Lượt xem tại Hồng Kông |
| -------- | --------------------- | --------------------------------- | ----------------- | ------- | ---------------------- |
| 1        | Công công xuất cung   | Short End of the Stick            | 公公出宮          | 27.9    | 1.83 triệu             |
| 2        | Những người bạn       | House of Spirits                  | 一屋老友記        | 27.6    | 1.79 triệu             |
| 3        | Anh Hùng Thành Trại   | A Fist Within Four Walls          | 城寨英雄          | 27.3    | 1.77 triệu             |
| 4        | Thiết Mã Gặp Chiến Xa | Speed of Life                     | 鐵馬戰車          | 26.7    | 1.73 triệu             |
| 5        | Cảnh sát siêu năng    | Over Run Over                     | EU超時任務        | 25.22   | 1.63 triệu             |
| 6        | Cuộc chiến thời trang | Fashion War                       | 潮流教主          | 24.33   | 1.57 triệu             |
| 7        | Mái ấm gia đình       | Come Home Love: Dinner at 8       | 愛·回家之八時入席 | 23.5    | 1.52 triệu             |
| 8        | Mạt đại ngự y         | The Last Healer In Forbidden City | 末代御醫          | 23.25   | 1.50 triệu             |
| 9        | Đao kiếm lưu tình     | The Executioner                   | 刀下留人          | 23.2    | 1.50 triệu             |
| 10       | Ân oán truyền kiếp    | Blue Veins                        | 殭                | 22.5    | TBA                    |

## Giải thưởng
| Hạng mục                          | Giải thưởng StarHub TVB 22/10/2016                                                  | Giải thưởng TVB Star Malaysia 26/11/2016                                                                | Giải thưởng TVB 18/12/2016                                                          |
| --------------------------------- | ----------------------------------------------------------------------------------- | --- | ----------------------------------------------------------------------------------- |
| Phim truyền hình xuất sắc nhất    | Anh hùng thành trại                                                                 | Anh hùng thành trại                                                                                     | Anh hùng thành trại                                                                 |
| Nam diễn viên chính xuất sắc nhất | Trần Triển Bằng Anh hùng thành trại Lê Diệu Tường Công công xuất cung               | Trần Triển Bằng Anh hùng thành trại                                                                     | Trần Triển Bằng Anh hùng thành trại                                                 |
| Nữ diễn viên chính xuất sắc nhất  | Hồ Định Hân Anh hùng thành trại                                                     | Hồ Định Hân Anh hùng thành trại                                                                         | Hồ Định Hân Anh hùng thành trại                                                     |
| Nam diễn viên phụ xuất sắc nhất   | Tào Vĩnh Liêm Công công xuất cung                                                   | Dương Minh Ông trùm giải nghệ                                                                           | Tào Vĩnh Liêm Công công xuất cung                                                   |
| Nữ diễn viên phụ xuất sắc nhất    | Lâm Hạ Vy Công công xuất cung                                                       | Đằng Lệ Danh Những người bạn                                                                            | Cung Gia Hân Con rối hào môn                                                        |
| Nam diễn viên tiến bộ nhất        | Dương Minh Ông trùm giải nghệ và Cự luân II                                         | Trương Dĩnh Khang Mạt đại ngự y, Những người bạn và Anh hùng thành trại                                 | Trương Dĩnh Khang Mạt đại ngự y, Những người bạn và Anh hùng thành trại             |
| Nữ diễn viên tiến bộ nhất         | Lý Giai Tâm Cuộc chiến thời trang, Cự luân II và Luật sư đại tài                    | Lưu Bội Nguyệt Anh hùng thành trại, Cương thi Ân oán truyền kiếp, Cảnh sát siêu năng và Những người bạn | Lý Giai Tâm Cuộc chiến thời trang, Cự luân II và Luật sư đại tài                    |
| Ca khúc trong phim hay nhất       | "Chưa từng biết anh là tốt nhất" - Trần Triển Bằng, Hồ Định Hân Anh hùng thành trại | "Chưa từng biết anh là tốt nhất" - Trần Triển Bằng, Hồ Định Hân Anh hùng thành trại                     | "Chưa từng biết anh là tốt nhất" - Trần Triển Bằng, Hồ Định Hân Anh hùng thành trại |

## Dòng phim thứ nhất
| Công chiếu             | Tên               | Tên tiếng Anh               | Số tập | Diễn viên | Điểm số tb | Thể loại | Website |
| ---------------------- | ----------------- | --------------------------- | ------ | --- | ---------- | -------- | ------- |
| (from 2015) 6/07– 1/04 | Mái ấm gia đình 2 | Come Home Love (sr. 2)      | 191    | Siu Long, Tsui Dat-chor, Tong Kin-ping, Lo Mei-wan, Trương Kế Thông, Huỳnh Thúy Như, Trương Chấn Lãng, Hà Quân Thành, James Ng, Cung Gia Hân, Mạch Trường Thanh, Lee Fung, Mã Hải Luân                            | TBA        | Hài kịch | [ 1 ]   |
| 4/04– present          | Mái ấm gia đình   | Come Home Love: Dinner at 8 | 120    | Sandy Shaw,Choi Suk-yin, Sin Chui-ching, Mao Thuấn Quân, Lê Diệu Tường, Chung Cảnh Huy, Trần Quốc Bang, Quách Thiểu Vân, Thang Doanh Doanh, William Hu, Mã Anh Cửu, Thiệu Bội Thi, Lý Thiên Tường, Huỳnh Thu Sinh | TBA        | Hài kịch | [ 2 ]   |

## Dòng phim thứ hai
| Công chiếu              | Tên                    | Tên tiếng Anh                      | Số tập | Diễn viên | Điểm số tb | Thể loại           | Website |
| ----------------------- | ---------------------- | ---------------------------------- | ------ | --- | ---------- | ------------------ | ------- |
| (from 2015) 7/12– 10/01 | Đao kiếm lưu tình      | The Executioner                    | 26     | Huỳnh Đức Bân, Thiệu Mỹ Kỳ, Dương Minh, Cung Gia Hân, Diêu Tử Linh, Trần Sơn Thông, Hồ Phong, Ngô Đại Dung, Trương Cảnh Thuần        | 23.2       | Lịch sử            | [ 3 ]   |
| 11/01– 5/02             | Chuỗi thức ăn tình yêu | Love as a Predatory Affair         | 21     | Lưu Trí Hoa, Nguyễn Tiểu Nghi, King Kong Lee, Trần Trí Sâm, Cao Hải Ninh, Hà Nhạn Thi, Tạ Lập Văn, Quách Tử Thành, Dương Trác Na     | 26.5       | Tình cảm, Hài kịch | [ 4 ]   |
| 09/02– 27/03            | Công công xuất cung    | Short End of the Stick             | 35     | Lê Diệu Tường, Hồ Định Hân, Tiêu Chính Nam, Trần Quốc Bang, Tào Vĩnh Liêm, Khương Đại Vệ, Đường Thi Vịnh, Lâm Hạ Vy, Vương Quân Hinh | 27.9       | Lịch sử, Hài kịch  | [ 5 ]   |
| 28/03– 22/04            | Mạt đại ngự y          | The Last Healer In Forbidden City  | 20     | Quách Tấn An, Dương Di, La Lan, Ngao Gia Niên, Cổ Hiểu Thần, Trương Dĩnh Khang, Chu Thần Lệ, Lâm Tử Thiện                            | 23.25      | Lịch sử, Y học     | [ 6 ]   |
| 25/04– 27/05            | Ông trùm giải nghệ     | My Dangerous Mafia Retirement Plan | 25     | Trịnh Tắc Sĩ, Trần Vỹ, Sầm Lệ Hương, Dương Minh, Tommy Wong, Uyển Quỳnh Đan, Trần Sơn Thông                                          | TBA        | Hài kịch           | [ 7 ]   |
| 30/05– 24/06            | Daddy dearest          | Daddy Dearest                      | 20     | Lý Tư Tiệp, Trần Trí Sâm, Huỳnh Trí Văn, Trương Danh Nhã, Triệu Hi Lạc, Pat Poon, Trần Vỹ, Cổ Minh Hoa                               | TBA        | Gia đình           |         |

## Dòng phim thứ ba
Màu xanh là phim không do TVB sản xuất.
| Công chiếu               | Tên                   | Tên tiếng Anh              | Số tập | Diễn viên | Điểm số tb | Thể loại                    | Website |
| ------------------------ | --------------------- | -------------------------- | ------ | --- | ---------- | --------------------------- | ------- |
| (from 2015) 28/12– 17/01 | Pháp sư vô tâm        | Wu Xin: The Monster Killer | 20     | Lin Yufen, Hàn Đông Quân, Gina Jin, Sebrina Chen, Zhang Ruoyun, Golf & Mike, Ian Wang                                                                             | 22         | Lịch sử, Giả tưởng          | [ 8 ]   |
| 18/01– 06/02             | Thiết mã gặp chiến xa | Speed of Life              | 20     | Shek Hoi-ting, Tsui Dat-chor, Hoàng Đức Bân, Viên Vỹ Hào, Đường Thi Vịnh, Thái Tư Bối, Carlo Ng, Rachel Kan, Tào Vĩnh Liêm, Ngao Gia Niên, Hồ Nặc Ngôn, KK Cheung | 26.66      | Trinh thám, Cảnh sát        | [ 9 ]   |
| 09/02– 28/02             | Cảnh khuyển ba đả     | K9 Cop                     | 20     | Hoàng Tông Trạch, Chung Gia Hân, Hoàng Hạo Nhiên, Chu Thiên Tuyết, Lương Liệt Duy, Gia Mân, Trần Tú Châu, Trương Gia Nhi                                          | 25.66      | Hài kịch, Cảnh sát          | [ 10 ]  |
| 29/02– 20/03             | Cuộc chiến thời trang | Fashion War                | 20     | Trần Hào, La Trọng Khiêm, Thái Tư Bối, Lý Giai Tâm, Trần Sơn Thông, Dương Tú Huệ, Lữ Tuệ Nghi, Trần Doanh, Hanjin Tan, Lý Á Nam                                   | 24.33      | Drama                       | [ 11 ]  |
| 21/03– 10/04             | Cảnh sát siêu năng    | Over Run Over              | 20     | Vương Hạo Tín, Chu Thiên Tuyết, Viên Vỹ Hào, Zoie Tam, Moon Lau, Đơn Lập Văn, Cẩu Vân Tuệ, Chu Thần Lệ                                                            | 25.22      | Viễn tưởng, Tội phạm        | [ 12 ]  |
| 11/04– 15/05             | Ân oán truyền kiếp    | Blue Veins                 | 33     | Diệp Thiên Thành, Trịnh Gia Dĩnh, Tạ An Kỳ, Trần Khải Lâm, Hoàng Hựu Nam, Anjaylia Chan, FAMA, Winki Lai, Trần Sơn Thông, Eddie Kwan                              | TBA        | Giả tưởng                   | [ 13 ]  |
| 16/05–                   | Lang Nha Bảng         | Nirvana in Fire            | 45     | Hồ Ca, Vương Khải, Lưu Đào, Hoàng Duy Đức, Chen Long, Wu Lei | TBA        | Lịch sử, Chính trị, Võ hiệp |         |

## Phim cuối tuần
| Công chiếu   | Tên                          | Tên tiếng Anh           | Số tập | Diễn viên | Điểm số tb | Thể loại             | Website |
| ------------ | ---------------------------- | ----------------------- | ------ | --- | ---------- | -------------------- | ------- |
| 16/04– 21/05 | Đội điều tra liêm chính 2016 | ICAC Investigators 2016 | 6      | Catherine Tsang, Raymond Ng, Mã Quốc Minh, Trần Triển Bằng, Lê Nặc Ý, Kevin Tong, Arnold Kwok, Karmen Kwok, Kelly Fu, Daniel Chau | TBA        | Trinh thám, Cảnh sát | [ 14 ]  |